# شتاء بارد (فلم)
شتاء بارد (بالإنجليزية: Winter's Bone) هو فيلم دراما تم إنتاجه في الولايات المتحدة وصدر في سنة 2010.

## الميزانية والإيرادات
بلغت تكلفة إنتاج الفيلم حوالي مليوني دولار بينما حقق أرباحا تقدر بـ 13,831,503 دولار.

### ترشيحات وجوائز
| السنة | الحدث  | الفئة     | النتيجة |
| ----- | ------ | --------- | ------- |
|       | أوسكار | أفضل فيلم | ترشـيـح |

## وصلات خارجية
- شتاء بارد على موقع IMDb (الإنجليزية)
- شتاء بارد على موقع ميتاكريتيك (الإنجليزية)
- شتاء بارد على موقع الموسوعة البريطانية (الإنجليزية)
- شتاء بارد على موقع روتن توميتوز (الإنجليزية)
- شتاء بارد على موقع نتفليكس (الإنجليزية)
- شتاء بارد على موقع قاعدة بيانات الأفلام العربية
- شتاء بارد على موقع ألو سيني (الفرنسية)
- شتاء بارد على موقع Turner Classic Movies (الإنجليزية)
- شتاء بارد على موقع أول موفي (الإنجليزية)
- شتاء بارد على موقع بوكس أوفيس موجو (الإنجليزية)